# Colors (河合その子のアルバム)
『Colors』（カラー）は、河合その子の5枚目のオリジナルアルバム。1988年5月21日発売。発売元はCBS/SONY RECORDS。品番はLPが28AH-5050、初版CDが32DH-5050。

## 背景
キャッチコピーは『一瞬にして変わってしまう 青春の日々……数々の想い出と 心のときめきに 幾つもの色を重ね。』。
前作『Rouge et Bleu』から約1年を経てのリリースとなった。シングル「雨のメモランダム」が収録されている。

## 再発売
2019年12月25日に、配信限定で再リリースされた。

## 批評
| 専門評論家によるレビュー | 専門評論家によるレビュー |
| レビュー・スコア         | レビュー・スコア         |
| 出典                     | 評価                     |
| ------------------------ | ------------------------ |
| CDジャーナル             | 肯定的                   |

CDジャーナルは、「ジャケットの作り方にも、歌のアレンジにもアイドルからの脱皮の方向性が見えてきました。」と批評した上で、「音のお尻を、フッと持ち上げる所なんかにも、ほんのり色気が漂っている。独特の湿った陰を持ったその子を、一人のレイディに仕上げようとしているアルバム。」と肯定的に評価している。

## 収録曲
1. Weekend Monument
  - 作詞: 川村真澄、作曲: 松尾清憲、編曲: 大谷和夫
2. ラヴェンダーが目印
  - 作詞: 森田由美、作曲・編曲: 後藤次利
3. Endless Theater
  - 作詞: 森田由美、作曲: 木戸やすひろ、編曲: 大谷和夫
4. さよならBack Stage Kiss
  - 作詞: 森田由美、作曲・編曲: 後藤次利
5. 雨のメモランダム
  - 作詞: 川村真澄、作曲: 木戸やすひろ、編曲: 大谷和夫
6. カーテンの少年
  - 作詞: 秋元康、作曲・編曲: 後藤次利
7. 指輪物語
  - 作詞: 川村真澄、作曲: 松尾清憲、編曲: 大谷和夫
8. Downtownの雨傘
  - 作詞: 森田由美、作曲: 広谷順子、編曲: 大谷和夫
9. 想い出のオムニバス
  - 作詞: 森田由美、作曲: 広谷順子、編曲: 大谷和夫

## 関連作品
- 河合その子プレミアム - 1990年までの全ソロ・アルバムが収められたCD-BOX